# Pargo-bentopelágico
O pargo-bentopalágico (Evynnis ehrenbergii), é uma espécie de peixe subtropical nativo do Oceano Atlântico Oriental, é uma espécie muito procurada por pescadores artesanais e geralmente é servido fresco. Possui um corpo ovalado alongado avermelhado-prateado, sendo visto frequentemente se alimentando de bivalves em costões rochosos.
É uma espécie nativa do Atlântico Oriental, podendo ser encontrado na costa do Gana para ilhas no Golfo da Guiné, São Tomé e Príncipe para a Mauritânia, África, para o Mar Mediterrâneo, com ocorrências na costa da Turquia.